# Nu couché aux cheveux dénoués
Nu couché aux cheveux dénoués est un tableau réalisé par le peintre italien Amedeo Modigliani en 1917. Cette huile sur toile est un nu qui représente une jeune femme aux cheveux noirs regardant vers le spectateur alors qu'elle se repose contre un coussin vert, sa main gauche sur son sexe. Passée entre les mains de Léopold Zborowski, puis celles de Berthe Weill, l'œuvre est acquise par le critique japonais Fukushima Shigetaro à Paris dans les années 1920, puis est exposée pour la première fois à Tokyo en 1934. Achetée en 1989 par la ville d'Osaka, elle est conservée au musée des Beaux-Arts de Nakanoshima.